# 馬拉松鎮區 (密歇根州)
馬拉松鎮區（英語：Marathon Township）是位於美國密歇根州拉皮爾縣的一個行政鎮區。

## 地方資料
馬拉松鎮區的面積為89.10平方千米，當中陸地面積為86.60平方千米，而水域面積為2.50平方千米。根據2020年美國人口普查的數據，當地共有人口4467人，而人口密度為每平方千米50.13人。